# Luca Nicolotti
Luca Nicolotti (Torino, 28 agosto 1954) è un terrorista e brigatista italiano.
In clandestinità dal 1977, entrò nella colonna di Genova del gruppo terroristico, di cui divenne uno dei componenti più importanti ed esperti. Il suo nome di battaglia era "Valentino". Arrestato il 19 maggio 1980 a Napoli dopo aver preso parte, insieme con altri tre brigatisti, all'omicidio del politico democristiano Pino Amato, è stato condannato all'ergastolo.

## Biografia

### Nelle Brigate Rosse da Torino a Genova
Originario di Torino, di famiglia borghese (il padre era un funzionario dell'acquedotto del Monferrato ) già vicino alla corrente dossettiana della DC, Luca Nicolotti, il nonno materno maresciallo dei carabinieri reali, di formazione cattolica dopo un periodo di studi prima al Liceo scientifico Galileo Ferraris e poi al Politecnico del capoluogo piemontese alla facoltà di Architettura, lavorò come operaio del reparto Presse della Fiat Mirafiori, svolgendo un importante ruolo nel sindacato come delegato FIM-CISL, appartenente alla cosiddetta "sinistra sindacale". Entrato in contatto con gli ambienti dell'estremismo di sinistra e con la colonna di Torino delle Brigate Rosse, che nella seconda metà degli anni Settanta era in fase di forte potenziamento, decise di entrare in clandestinità nel 1977 quando, al momento della chiamata per il servizio militare di leva a Bari, fece perdere le sue tracce.

Foto di Luca Nicolotti riportata su una carta d'identità falsificata.

Il 25 maggio 1977 Nicolotti, invece di partire per il servizio militare, divenne un militante clandestino delle Brigate Rosse; i famigliari non ebbero più sue notizie; anche la stampa locale si occupò della sua scomparsa con un articolo sul Quotidiano dei lavoratori, ventilando la possibilità di un suo passaggio alla lotta armata. Luca Nicolotti, il cui nome di battaglia nell'organizzazione era "Valentino", era in contatto a Torino con Cristoforo Piancone e Nadia Ponti; dopo alcune discussioni venne assegnato alla colonna di Genova delle Brigate Rosse che, sotto la guida di dirigenti particolarmente motivati come Riccardo Dura e Rocco Micaletto, aveva cominciato nel 1976 una lunga serie di attentati cruenti con ferimenti e omicidi di agenti di polizia, magistrati e dirigenti industriali.

Luca Nicolotti arrestato a Napoli dopo il drammatico inseguimento in città il 19 maggio 1980.

Nicolotti divenne ben presto uno dei dirigenti della colonna genovese e un membro del cosiddetto "Fronte di massa", la struttura brigatista impegnata nel potenziamento dell'attività dell'organizzazione nelle fabbriche, nello studio degli apparati di sicurezza dello stato e delle forze politiche democratiche nazionali e locali. Dopo il ritorno di Micaletto a Torino, Luca Nicolotti assunse un ruolo sempre più importante all'interno della colonna genovese; ebbe ripetuti contatti con Enrico Fenzi e sviluppò in particolare l'analisi brigatista sulla crescita della nuova industria del nucleare a Genova, su quella che veniva ritenuta dall'organizzazione la progressiva "militarizzazione del territorio" e sul ruolo del PCI nei processi di ristrutturazione industriale.
Fenzi descrive nelle sue memorie Nicolotti come un militante zelante, efficiente, determinato e completamente impegnato nella lotta armata; Nicolotti diresse, il 17 novembre 1977, il nucleo armato brigatista, di cui faceva parte anche Fenzi insieme con Francesco Lo Bianco e Livio Baistrocchi, che ferì seriamente il dirigente dell'Ansaldo e politico del PCI Carlo Castellano. Nicolotti, divenuto membro della direzione della colonna genovese insieme con Riccardo Dura e Fulvia Miglietta, prese parte a numerosi sanguinosi attentati di cui fu responsabile la colonna genovese nel periodo 1977-1980; fu per primo Patrizio Peci, il dirigente della colonna torinese che dopo il suo arresto il 19 febbraio 1980 aveva deciso di collaborare con i carabinieri, che descrisse agli inquirenti il ruolo e l'attività terroristica di Nicolotti; con cui aveva partecipato, insieme con gli altri capi brigatisti, alla riunione della Direzione strategica del dicembre 1979 in via Fracchia a Genova.
Nicolotti sarebbe stato presente in modo attivo a molti dei ferimenti e degli omicidi compiuti dalla colonna di Genova; in particolare, secondo le risultanze processuali, avrebbe preso parte all'omicidio del commissario Antonio Esposito, dove avrebbe svolto un compito di copertura mentre Lo Bianco e Dura avrebbero ucciso il funzionario di polizia, e ai ferimenti del segretario regionale della DC Angelo Sibilla, del vicecaporeparto Ansaldo Sergio Prandi e del presidente dell'associazione industriali Felice Schiavetti. La colonna genovese era ritenuta una delle più pericolose e meno conosciute delle Brigate Rosse fino alla drammatica irruzione dei carabinieri in via Fracchia del 28 marzo 1980 dove, grazie alla collaborazione di Patrizio Peci, fu possibile sorprendere e uccidere, dopo un violento scontro a fuoco, quattro brigatisti tra cui, oltre ad Annamaria Ludmann proprietaria dell'appartamento, Riccardo Dura, Piero Panciarelli e Lorenzo Betassa. Nicolotti, che era stato ospitato nell'appartamento della Ludmann in precedenza, riuscì a sfuggire alle forze dell'ordine, mentre dopo una nuova serie di collaborazioni da parte di altri brigatisti arrestati, la colonna genovese venne progressivamente distrutta nel corso del 1980 dall'attività investigativa e operativa dei carabinieri del generale Carlo Alberto dalla Chiesa.

### L'arresto a Napoli e il carcere

Luca Nicolotti, secondo da sinistra, insieme con Maria Teresa Romeo, Salvatore Colonna e Bruno Seghetti, durante il processo per l'omicidio di Pino Amato nel giugno 1980.

Trasferitosi a Napoli alla metà del 1980 per rinforzare la colonna brigatista in via di consolidamento nel capoluogo partenopeo, Nicolotti partecipò al mortale attentato contro l'assessore regionale democristiano Pino Amato il 19 maggio 1980. Il brigatista sparò direttamente alla vittima ma l'azione non si svolse come programmato e l'inattesa reazione dell'autista del politico sconvolse i piani di fuga del nucleo di fuoco brigatista. Un altro componente del gruppo, Bruno Seghetti, importante dirigente della colonna romana, rimase ferito dai colpi sparati dall'autista e perse il contatto con gli altri che a sua volta si allontanarono a piedi. Dopo essere riuscito a impadronirsi di un'auto Škoda, Seghetti raggiunse via Monte di Dio dove trovò e caricò a bordo gli altri componenti del gruppo di fuoco, tra cui Nicolotti.

Luca Nicolotti protesta in aula durante uno dei grandi processi contro le Brigate Rosse.

I quattro cercarono di sfuggire in auto per le vie di Napoli ma in Piazza del Plebiscito vennero intercettati ed inseguiti da un'auto della polizia, e furono raggiunti nella zona di Santa Lucia, in via Marino Turchi, nei pressi del palazzo della Regione, dove sopraggiunsero altre auto delle forze dell'ordine. I brigatisti abbandonarono l'auto e cercarono di aprirsi la via di fuga con le armi, lanciando anche due bombe a mano SRCM che tuttavia non esplosero. I quattro brigatisti alla fine si arresero e vennero tutti catturati; gli altri componenti del gruppo erano, oltre a Nicolotti e Seghetti, Salvatore Colonna e Maria Teresa Romeo. Luca Nicolotti e gli altri militanti si dichiararono subito "prigionieri politici", non fornirono le loro vere generalità e mostrarono un atteggiamento di assoluta non collaborazione con gli organi di polizia.
Intransigente e non collaborante con la giustizia, mantenne un atteggiamento di completa opposizione durante il processo per l'omicido di Pino Amato e in quello contro la colonna genovese durante il quale fu proprio lui che il 1º febbraio 1983 prese la parola in aula per proclamare a nome di tutti gli altri brigatisti il totale rifiuto del procedimento giudiziario in corso. In questa occasione parlò di un "rapporto di guerra" con la corte. In un primo tempo, sulla base della testimonianza di Peci, Luca Nicolotti venne coinvolto anche nell'istruttoria e nel processo per il sequestro Moro; inizialmente venne ritenuto uno dei componenti del gruppo brigatista autore dell'agguato di via Fani e del rapimento del politico democristiano.
Tuttavia in sede di processo d'appello nel 1985 il brigatista della colonna romana Valerio Morucci diede una ricostruzione dettagliata dell'agguato ed escluse la partecipazione di Nicolotti al gruppo presente in via Fani. Nicolotti venne condannato a vari ergastoli per la sua partecipazione ai cruenti attentati di Genova e di Napoli; non ha mai collaborato con la giustizia né si è mai dissociato dalla lotta armata delle Brigate Rosse. Nel 1989 durante la detenzione nel carcere di Torino, si laureò con lode in scienze politiche. Nel 2006, quando ebbe un colloquio con Sabina Rossa, figlia di Guido Rossa, svolgeva un lavoro in una libreria a Torino, rientrando in prigione alle ore 23.00, attività che ha continuato anche in seguito.